# 沃尔高·陶马什 (赛艇运动员)
沃尔高·陶马什（匈牙利語：Varga Tamás，1978年6月17日—），匈牙利男子赛艇运动员。他曾代表匈牙利参加世界赛艇锦标赛，获得一枚金牌。他也曾参加2004年、2008年和2012年夏季奥运会。